# Карл Вільгельм Валентинер
Карл Вільгельм Валентинер (нім. Karl Wilhelm Valentiner) (22 лютого 1845 в Екернферде — 1 квітня 1931) — визначний німецький астроном.

## Життя
У 1874 році Вільгельм Валентинер привів успішну німецьку експедицію до Чіфу (Китай), щоб спостерігати сонячне затемнення.
У 1875 році він узяв на себе керівництво обсерваторії Мангейма. Так як умови спостереження в центрі міста Мангейма були незадовільні, у 1880 році великий князь Фрідріх I Баденський схвалив прохання Вільгельма з переміщення обсерваторії в місто Карлсруе. Телескоп був розташований у імпровізованому бараку на території парку. Вільгельм Валентинер, на той час вже професор Університету Карлсруе, незадоволений тим, що нова обсерваторія так і не була збудована, вирішує перенести будівництво до пагорба Кьоніґштуль в місті Гейдельберг. Де й була створена «Großherzoglichen Bergsternwarte» (тепер Обсерваторія Гейдельберг-Кьоніґштуль).
У 1898 році Валентинер керує відділенням астрометрії, яке було конкурентом астрофізичного відділення тої ж обсерваторії і яким керував Макс Вольф. У 1909 році Валентинер стає професором-емеритом, а два відділення обсерваторії об'єднують у одне.

## Наукові твори
- Handwörterbuch der Astronomie in vier Bänden, Breslau
- Astronomische Bilder, Leipzig, 1881